# Trichocylliba baloghi
Trichocylliba baloghi es una especie de arácnido del orden Mesostigmata de la familia Uropodidae.

## Distribución geográfica
Se encuentra en Paraguay y Bolivia.